# Olympische Jugend-Sommerspiele 2010/Teilnehmer (San Marino)
| Gelbes Symbol für Goldmedaillen mit stilisierten Olympischen Ringen | Graues Symbol für Silbermedaillen mit stilisierten Olympischen Ringen | Braundes Symbol für Bronzemedaillen mit stilisierten Olympischen Ringen |
| ------------------------------------------------------------------- | --------------------------------------------------------------------- | ----------------------------------------------------------------------- |
| —                                                                   | —                                                                     | —                                                                       |

Die Jugend-Olympiamannschaft aus San Marino für die I. Olympischen Jugend-Sommerspiele vom 14. bis 26. August 2010 in Singapur bestand aus vier Athleten. Sie konnten keine Medaille gewinnen.

## Athleten nach Sportarten

### Judo
Jungen
- Paolo Persoglia
Klasse bis 66 kg: 17. Platz
Mixed: 5. Platz (im Team Hamilton)

### Schießen
Jungen
- Elia Andruccioli
Luftpistole 10 m: 16. Platz (Qualifikation)

### Segeln
Mädchen
- Matilde Simoncini
Byte CII: 26. Platz

### Tischtennis
Mädchen
- Letizia Giardi
Einzel: 25. Platz
Mixed: 21. Platz (mit Patrick Massah  Malawi)